# Square de Meudon
 (août 2025).
Si vous disposez d'ouvrages ou d'articles de référence ou si vous connaissez des sites web de qualité traitant du thème abordé ici, merci de compléter l'article en donnant les références utiles à sa vérifiabilité et en les liant à la section « Notes et références ».
Pour les articles homonymes, voir Meudon (homonymie).
Le square de Meudon est un rond-point bruxellois, dans la commune de Woluwe-Saint-Lambert. Ce nom de square est utilisé par les taxis de Bruxelles pour dénommer la zone. En 1958, Woluwe-Saint-Lambert et la ville de Meudon dans le département des Hauts-de-Seine en région île-de-France en France ont signé une charte de jumelage et d’amitié. Réciproquement Il existe une rue de Woluwé Saint-Lambert à Meudon
Ce square donne sur le parc Georges Henri.
Autrefois desservi par plusieurs lignes des tramways de Bruxelles, il devint le terminus de la ligne 81 entre 1963 et le 15 février 1975. La ligne a depuis été abandonnée au profit du bus et les rails retirés. Il existe aujourd’hui un arrêt Meudon desservi en 2017 par les lignes 27, 28 et 80 des autobus de Bruxelles.